# Бухны
Бухны (укр. Бухни) — село на Украине, находится в Погребищенском районе Винницкой области.
Код КОАТУУ — 0523483003. Население по переписи 2001 года составляет 526 человек. Почтовый индекс — 22221. Телефонный код — 4346.
Занимает площадь 0,206 км².

## Знаменитые уроженцы
- Жебровский, Людвиг Северович — академик РАСХН.

## Адрес местного совета
22220, Винницкая область, Погребищенский р-н, с. Морозовка, ул. Школьная, 30